# リパボットーニ
リパボットーニ（イタリア語: Ripabottoni）は、イタリア共和国モリーゼ州カンポバッソ県にある、人口約500人の基礎自治体（コムーネ）。

## 地理

### 位置・広がり

#### 隣接コムーネ
隣接するコムーネは以下の通り。
- ボネフロ
- カンポリエート
- カザカレンダ
- モナチリオーニ
- モッローネ・デル・サンニオ
- プロッヴィデンティ
- サンテリーア・ア・ピアニージ